# Acmaeodera laticollis
Acmaeodera laticollis är en skalbaggsart som beskrevs av Charles Kerremans 1902. Acmaeodera laticollis ingår i släktet Acmaeodera och familjen praktbaggar. Inga underarter finns listade i Catalogue of Life.